# حسن امینی
کاک حسن امینی از فعالان مذهبی اهل سنت ایران و جریان موسوم به مکتب قرآن است که در سال ۱۳۲۵ خورشیدی در روستای قشلاق افغانان از توابع شهرستان سقز در استان کردستان متولد شده است.
وی در سالهای اوایل انقلاب ایران از سوی احمد مفتی زاده به عنوان حاکم شرع مردمی کردستان معرفی شد.
وی ریاست شورای مجمع فقهی جمعی از علمای کردستان ایران و مدیریت مدرسەی امام بخاری در سنندج را از ۲۸ اسفندماه ١٣٩٥ به عهده دارد.
در سالهای بعد از درگذشت مفتی زاده مابین تعدادی از شاگردان او و حسن امینی اختلافات عقیدتی ایجاد شد. 
او در طول سالهای اخیر چندین بار توسط اداره اطلاعات ایران بازداشت شد. او از حامیان مهدی کروبی در انتخابات دور دهم و عضو شورای ملی صلح است. حسن امینی سابقه‌ی ۵ سال زندان در دهه شصت را نیز دارد..